# Waleri Grigorjewitsch Woikin
Waleri Grigorjewitsch Woikin (russisch Вале́рий Григо́рьевич Во́йкин, engl. Transkription Valeriy Voykin; * 18. Oktober 1945 in Leningrad, RSFSR, Sowjetunion; † 15. Dezember 2020) war ein russischer Leichtathlet, der sich auf das Kugelstoßen spezialisiert hatte und der für die Sowjetunion an den Start ging. Seinen größten sportlichen Erfolg feierte er mit dem Gewinn von zwei Medaillen bei Halleneuropameisterschaften sowie dem Sieg bei der Sommer-Universiade 1973 in Moskau.

## Sportliche Laufbahn
Erste internationale Erfahrungen sammelte Waleri Woikin vermutlich im Jahr 1970, als er bei der Sommer-Universiade in Turin mit einer Weite von 19,30 m die Silbermedaille hinter dem Ostdeutschen Hartmut Briesenick gewann. Im Jahr darauf gewann er bei den Halleneuropameisterschaften in Sofia mit 19,54 m ebenfalls die Silbermedaille hinter Briesenick und im August belegte er bei den Europameisterschaften in Helsinki mit 19,81 m den fünften Platz. 1973 siegte er mit 19,56 m bei den Studentenweltspielen in Moskau und 1974 belegte er bei den Europameisterschaften in Rom mit 20,07 m den fünften Platz. Im Jahr darauf gewann er bei den Halleneuropameisterschaften in Katowice mit 19,44 m die Bronzemedaille hinter dem Bulgaren Waltscho Stoew und Geoff Capes aus dem Vereinigten Königreich. 
In den Jahren 1977 und 1979 wurde Woikin sowjetischer Meister im Kugelstoßen.